# 核质

核质是真核细胞中细胞核内除核仁外，所含的其他部分物质。核质是原生质的一种类型，它被核膜包裹。 核质包括染色体和核仁。 许多物质例如核苷酸（对于DNA复制等目的是必需的）和酶（其指导发生在细胞核中的活动）溶解在核质中。 核质的可溶性液体部分被称为核溶质(nucleosol)或核质透明质体(nuclear hyaloplasm)。

## 发现
术语“nucleoplasm”由爱德华·凡·贝内登(van Beneden, 1875)创造，而“karyoplasm”由華爾瑟·弗萊明(Flemming, 1878)创造。